# ریکاردو پاکیوکو
ریکاردو پاکیوکو (انگلیسی: Riccardo Paciocco؛ زادهٔ ۲۵ مارس ۱۹۶۱) بازیکن فوتبال اهل ایتالیا است.
از باشگاه‌هایی که در آن بازی کرده‌است می‌توان به باشگاه فوتبال رجینا، باشگاه فوتبال تورینو، باشگاه فوتبال لچه، باشگاه فوتبال پیزا، و باشگاه فوتبال آ.ث. میلان اشاره کرد.